# لورا سوير
لورا سوير (بالإنجليزية: Laura Sawyer)‏ هي ممثلة أمريكية، ولدت في 3 فبراير 1885 في الولايات المتحدة، وتوفيت بنفس المكان في 7 سبتمبر 1970.

## وصلات خارجية
- لورا سوير على موقع IMDb (الإنجليزية)
- لورا سوير على موقع قاعدة بيانات الفيلم (الإنجليزية)